# Rosa Aierbe Iribar
María Rosa Aierbe Iribar (Hernani, Guipúzcoa, 16 de mayo de 1954) es una historiadora, investigadora y profesora universitaria española. 

## Biografía
Rosa Aierbe nació en Hernani. Es doctora en Historia Medieval por la Universidad de Barcelona y catedrática de Historia del Derecho y de las Instituciones en la Universidad del País Vasco.

### Trayectoria profesional
Es profesora titular de Derecho y de Historia de las Instituciones en la Universidad del País Vasco y da clases en Lejona y San Sebastián.
Es directora de la colección Fuentes Documentales Medievales del País Vasco, y miembro de la Real Sociedad Bascongada de Amigos del País y de Eusko Ikaskuntza. Hizo su tesis doctoral sobre los Guevara y los condes de Oñate y su expansión por el Valle de Leniz. Además ha estudiado las instituciones guipuzcoanas y monasterios y asimismo ha realizado investigaciones sobre heráldica vasca. Ha publicado numerosos artículos y libros, entre las cuales,  La historia del valle de Léniz (1260-1750), obra que recoge la historia de Arechavaleta, Eskoriaza y las iglesias del valle de Leniz entre 1260 y 1750. Además ha participado en la organización de archivos monacales y realiza transcripciones y ha editado fuentes documentales medievales de municipios guipuzcoanos.
Mientras realizaba una investigación en el Archivo Histórico Provincial de Guipúzcoa (Oñate) en 2020, descubrió los poemas más antiguos conservados en euskera en un protocolo notarial de los años 1503 a 1522.  Así comienza el poema de autor anónimo: "Ene laztan gozo hermosa/ penaz penaçu naçu..." (Mi dulce amor hermoso/ me entristeces de pena...).